# Hinrik Funhof

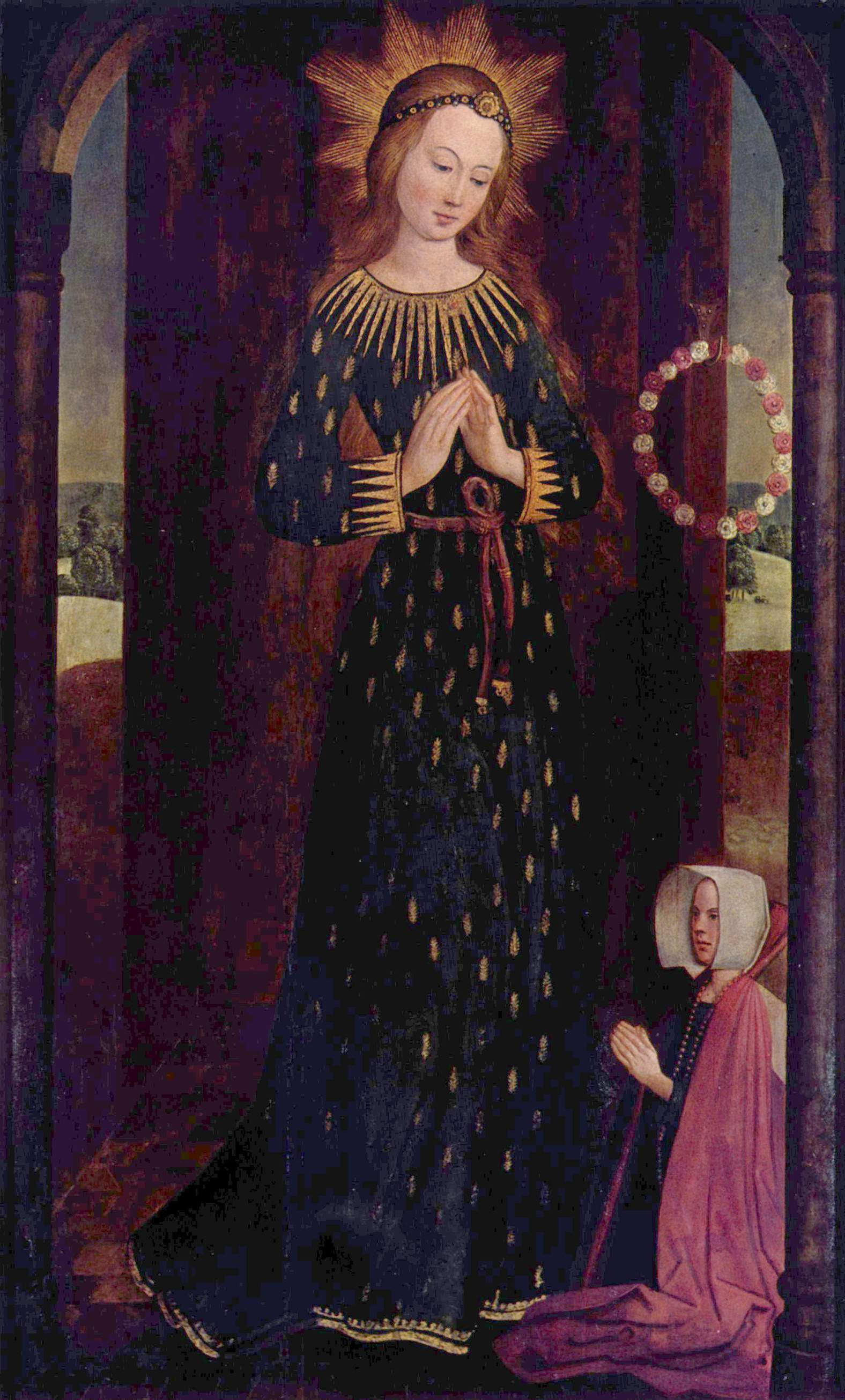
Funhof, Maria im Ährenkleid, ca. 1480, Hamburger Kunsthalle

Hinrik Funhof († 1485 in Hamburg) war ein norddeutscher Maler der Spätgotik. Carl Georg Heise, der als Erster 1918 über die Malerei Funhofs arbeitete, zählt Funhof gemeinsam mit Meister Bertram und Meister Francke zu den Höhepunkten hamburgischer Malerei ihrer Zeit. Weiter zählen Funhofs vier Tafeln des Hochaltars der Lüneburger St. Johanniskirche von Qualität und Erhaltungszustand her zu den wertvollsten niedersächsischen Malereien der zweiten Hälfte des 15. Jahrhunderts.

## Leben
Hinrik Funhof scheint westfälischer Herkunft gewesen zu sein. Er stammte wohl aus der Stadt Werne, heute Kreis Unna. Dort konnte bereits im 15. Jahrhundert die begüterte bürgerliche Familie Funhof (Vunhoff) nachgewiesen werden. Der Name leitete sich anscheinend von der Lage des Hofes an der Funne her und ist allein im Bereich Werne nachweisbar. Da der Vorname Hinrik in keinem der dort erhaltenen Dokumente auftaucht, wird spekuliert, ob sein Vater bereits in Hamburg ansässig gewesen sei, zumal Hinriks Schwester Kyneke dort wohnte.
Erstmals urkundlich erwähnt wurde Hinrik Funhof 1475, als er eine Zahlung vom Rat erhalten hatte.
Die Annahme, Funhof habe Gherburg Bornemann, die Witwe Hans Bornemanns (1473/74) geheiratet, und dadurch dessen Maleramt übernommen, ist nicht eindeutig geklärt. So ging Johann Martin Lappenberg davon aus, dass Funhof anstatt der Witwe Bornemanns eine ihrer Töchter geheiratet habe. Nach Funhoffs Tod 1485 habe Gherburg Absolon Stumme zum zweiten Ehemann genommen.
Gesichert ist, dass Funhof 1480 bis 1482 Ältermann der Bruderschaft des Heiligen Thomas von Aquin zu St. Johannis war.
Die Hamburger Stadtrechnungen belegen, dass Funhof von 1475 bis 1483 zahlreiche Aufträge für den Rat der Stadt ausführte – kleine und größere Arbeiten meist zur praktischen Verwendung, wie etwa 1475 Bilder auf Schilden und Fahnen. 1483 malte Funhof für die St.-Marien-Kirche ein Fahnentuch. Urkundlich belegt sind zwischen 1479 und 1484 auch größere Zahlungen für ein Altarwerk in der St.-Georg-Kirche, welches heute jedoch nicht mehr bekannt ist.
Zur gleichen Zeit malte Funhof wohl eine Maria im Ährenkleid (Hamburger Kunsthalle)
1484 und 1485 erhielt Funhof Zahlungen von der Bruderschaft Unserer Lieben Frauen Krönung für eine Arbeit im Hamburger Mariendom. Da der Betrag 1485 an Funhofs Ehefrau gezahlt wurde, muss der Maler wohl um den Jahreswechsel verstorben sein – möglicherweise an der Pest. Bestätigt wird sein Tod im Totenbuch der St.-Joost-Bruderschaft im Frühjahr 1485.
Der Funhofweg in Hamburg-Barmbek ist nach ihm benannt.

## Stil
Anhand stilistischer Vergleiche gehen die Kunsthistoriker davon aus, dass Funhof seine Wanderjahre in den Niederlanden verbracht haben muss. So wurde schon sehr früh der Einfluss von Dierk Bouts auf die Altartafeln in der Lüneburger Johanniskirche festgestellt. Dies lange bevor die Autorenschaft Funhofs feststand. Nach Carl Georg Heises Ansicht hat Funhof  in Bouts Werkstatt gearbeitet. Andere halten auch den Einfluss von Memling für bedeutsam. So habe Funhof von Memling die „Montagetechnik“ gelernt, das Zusammenführen von verschiedenen Bilderzählungen, die durch einen architektonischen Rahmen gegliedert sind. Auch das Schönheitsideal schlanker Frauen könnte von Memling, wenn nicht sogar von Rogier van der Weyden übernommen worden sein.

## Wirkung
Als unbestritten gilt Funhofs Einfluss auf die Einführung niederländischer Darstellungsprinzipien in Hamburg und deren Umformung in eine lokale, niederdeutsche Formensprache.

## Werke (Auswahl)
Von Funhofs Werken sind nur wenige erhalten, darunter
- Maria im Ährenkleid, um 1480, Hamburger Kunsthalle, Inv. Nr. HK-602;
- Hochzeit zu Kana, um 1481, in deutschem Privatbesitz;
- Die Außenseiten der Flügel des Altars von 1482 in der Johanniskirche in Lüneburg